# الألعاب البارالمبية الصيفية 1980
الألعاب البارالمبية الصيفية 1980 هي النسخة السادسة من الألعاب البارالمبية بدأت في 21 يونيو وإنتهت في 30 يونيو 1980 في آرنم، هولندا بعد نجاح عرض المدينة في الحصول على شرف استضافة ألعاب البارلمبية، شارك 1973 رياضي في منافسات هذه النسخة ومن 42 دولة. إحتلت الولايات المتحدة الصدارة في ترتيب الميداليات بعد فوزها ب75 ميدالية ذهبية و66 ميدالية فضية.